# Acalypha velutina
Acalypha velutina é uma espécie de flor do gênero Acalypha, pertencente à família Euphorbiaceae.